# 雷索霍雷
50°52′40″N 32°47′9″E / 50.87778°N 32.78583°E
雷索霍雷（烏克蘭語：Лисогори），是烏克蘭的村落，位於該國北部切爾尼戈夫州，由普里盧基區帕拉菲伊夫卡市鎮負責管轄，距離斯维塔诺克和普羅列塔爾西克2.5公里，始建於1700年，面積0.16平方公里，海拔高度178米，2001年人口134。